# Josef Bühler
Josef Bühler (Bad Waldsee, 16 febbraio 1904 – Cracovia, 22 agosto 1948) è stato un funzionario tedesco, che ricoprì i ruoli di Segretario Generale e Vice Governatore del Governatorato Generale, controllato dai nazisti durante la seconda guerra mondiale.

## Biografia
Nacque a Bad Waldsee in una famiglia cattolica che contava 12 figli; il padre era un fornaio. Dopo essersi laureato in legge cominciò a lavorare per Hans Frank, consulente legale di Hitler e del partito nazista, nonché membro del Reichstag. Nel 1933 Frank fu nominato Ministro della giustizia della Baviera. il 1º aprile 1933 Bühler, secondo la sua stessa testimonianza rilasciata al processo di Norimberga, diventò membro del partito e fu nominato amministratore del tribunale di Monaco. Nel 1935 diventò capo procuratore del distretto bavarese. Nel 1938 Hans Frank, allora ministro senza portafoglio del Reich, lo mise a capo del suo ufficio di gabinetto.
Dopo l'invasione della Polonia da parte della Germania nazista del settembre 1939 Frank fu nominato Governatore generale dei territori polacchi occupati e Bühler lo accompagnò a Cracovia per assumere il ruolo di Segretario di Stato del Governatorato Generale oltre a essere il vice di Frank. Verso quell'epoca gli venne assegnato il titolo onorario di Brigadeführer delle SS dal Reichsführer Heinrich Himmler. Il 20 gennaio 1942 Bühler prese parte alla Conferenza di Wannsee come rappresentante del Governatorato Generale. Nel corso della conferenza, durante la quale si prese la decisione della soluzione finale della questione ebraica, Bühler mise a parte gli altri partecipanti dell'importanza di "risolvere la questione ebraica nel Governatorato Generale al più presto possibile".
Dopo la guerra Bühler testimoniò in favore di Frank al processo di Norimberga. Fu in seguito estradato in Polonia e processato dal Tribunale Nazionale Supremo polacco per crimini contro l'umanità; il 10 luglio 1948 fu condannato a morte e alla confisca di tutte le proprietà e quindi giustiziato a Cracovia. La sua morte venne resa nota dalle autorità polacche il 22 agosto e la notizia pubblicata sul The New York Times il giorno seguente.

## Bühler nella cultura di massa
- Bühler è uno dei personaggi principali del romanzo Fatherland di Robert Harris
- Il ruolo di Bühler è stato interpretato dall'attore britannico Ben Daniels nel film per la televisione del 2001 Conspiracy - Soluzione finale, che narra le vicende della Conferenza di Wannsee.